# 于楼街道
于楼街道是中华人民共和国辽宁省盘锦市大洼区下辖的一个街道办事处。

## 行政区划
于楼街道下辖以下村级行政区划单位：
筑路社区、花园社区、兴一社区、技校社区、永盛社区、建二社区和宏运社区。